# Антоніо Мохамед
Антоніо Мохамед, повне ім'я Рікардо Антоніо Мохамед Матієвич (ісп. Ricardo Antonio Mohamed Matijevich, нар. 2 квітня 1970, Буенос-Айрес) — аргентинський футболіст, що грав на позиції нападника. Відомий за виступами за низку аргентинських та мексиканських клубів, а також національну збірну Аргентини. По завершенні ігрової кар'єри — тренер, відомий за роботою переважно в мексиканських клубах. З середини 2018 року очолює тренерський штаб команди «УНАМ Пумас».
Як футболіст став переможцем другого дивізіону першості Аргентини та переможцем Копа Америка; дворазовий чемпіон Мексики, володар Кубка Мексики і переможець Copa Sudamericana як тренер.

## Клубна кар'єра
Антоніо Мохамед народився 2 квітня 1970 року Буенос-Айресі в сім'ї вихідців із Сирії та Лівану. У зв'язку із тим, що ці країни раніше були частиною Османської імперії, в Аргентині частина населення досі вважає їх населення турками, тому Мохамед вже на початку своєї кар'єри отримав прізвисько «Турок» (ісп. Turco). Розпочав займатися футболм Антоніо Мохамед у школі клубу «Велес Сарсфілд», проте дебютував у великому футболі в іншій столичній команді «Уракан» у 1988 році, коли команда вибула до другого аргентинського дивізіону. Він відразу став одним із кращих бомбардирів команди, зробивши свій внесок у швидке повернення «Уракана» до вищого аргентинського дивізіону, і дебютував у ньому 19 серпня 1990 року в матчі з «Депортіво Мандійю». У вищому дивізіоні аргентинського футболу Мохамед також залишався одним із кращих бомбардирів «Уракана».
У 1991 році Антоніо Мохамеда продали до італійського клубу «Фіорентіна», проте в цій команді він так і не зіграв, і за період контракту з флорентійським клубом він грав у оренді за аргентинські клуби «Бока Хуніорс» та «Індепендьєнте» (Авельянеда).
У 1993 року Антоніо Мохамад став гравцем мексиканського клубу «Торос Неса», у складі якого провів 5 сезонів та був одним із кращих бомбардирів команди, відзначившись 49 забитими м'ячами у 166 зіграних матчах. Надалі футболіст грав виключно в мексиканських клубах: «Монтеррей», «Потрос Марте», «Ірапуато», «Атланте», «Атлетіко Селая» та «Сакатепек». У 2003 році Мохамед вирішив завершити кар'єру гравця.

## Виступи за збірну
Антоніо Мохамед кілька років грав у молодіжній збірній Аргентини. 19 лютого 1991 року він дебютував у складі національної збірної Аргентини в матчі зі збірною Угорщини. Мохамед виступав у національній збірній лише в 1991 році, провів у формі головної команди країни 4 матчі, забивши 1 гол. Він був включений до складу збірної на розіграш Кубка Америки 1991 року у Чилі, і, хоча на поле й не виходив, також здобув титул континентального чемпіона.

## Кар'єра тренера
Розпочав тренерську кар'єру відразу ж по завершенні кар'єри гравця, 2003 року, очоливши тренерський штаб клубу «Сакатепек», в якому він завершив кар'ру гравця. Далі він протягом 2004—2005 років тренував інші мексиканські клуби «Монаркас», «Керетаро» і «Хагуарес Чьяпас». У кінці 2005 року він став головним тренером своєї першої професійної команди «Уракан». Проте в 2006 році, перебуваючи в Німеччині під час проведення чемпіонату світу, він потрапив у автомобільну аварію, в якій загинув його 9-річний син, а сам Антоніо Мохамад тривалий час лікувався від наслідків аварії, деякий час стояло питання про ампутацію нижньої кінцівки, що спричинило тривалу паузу у виконанні ним обов'язків головного тренера «Уракана». Після виздоровлення він повернувся в команду, й працював на посаді головного тренера до вересня 2007 року.
У жовтні 2007 року Антоніо Мохамед став головним тренером команди «Веракрус», проте працював у цій мексиканській команді лише три місяці, після чого повернувся до Аргентини, де очолив клуб «Колон», тренував команду із Санта-Фе три роки, після чого в 2010 році перейшов на роботу в свій колишній клуб «Індепендьєнте». Вже за кілька місяців Мохамад здобув із авельянедським клубом свій перший серйозний трофей як тренер — у грудні «Індепендьєнте» у фіналі Copa Sudamericana переміг бразильський клуб «Гояс» у серії післяматчевих пенальті, та здобув почесний трофей. У вересні 2011 року він перейшов до мексиканського клубу «Тіхуана», змінивши на посаді головного тренера Хоакіна дель Ольмо. У перший же сезон роботи в «Тіхуані» Мохамед виграє першість Мексики, уперше в історії клубу, перемігши у фінальній серії «Толуку» із загальним рахунком 4-1. Проте в травні 2013 року тренер вирішує повернутися до Аргентини, де знову очолив клуб «Уракан», проте у зв'язку із поганими результатами виступів він залишив клуб вже за кілька місяців роботи.
На початку 2014 року Антоніо Мохамед повернувся до Мексики, де очолив столичний клуб «Америка». У цьому ж році «Америка» під керівництвом нового тренера зуміла виграти першість Мексики Проте після критики експертів за стиль гри команди Мохамед вирішив покинути «Америку», і з початку 2015 року очолив інший мексиканський клуб «Монтеррей», змінивши на тренерському містку Карлоса Барру. На цій посаді тренер зумів виграти Кубок Мексики у 2017 році, проте після поразки у чвертьфіналі чемпіонату Мексики від «Тіхуани» в травні він покинув «Монтеррей».
22 травня 2018 року Антоніо Мохамед офіційно очолив іспанський клуб «Сельта». На цій посаді він змінив Хуана Карлоса Унсуе, який зумів зайняти з командою лише 13-те місце в чемпіонаті Іспанії. Проте вже 12 листопада цього ж року тренер пішов у відставку, і за короткий час знову очолив аргентинський клуб «Уракан». Проте вже 23 квітня 2019 року тренер покинув клуб після вибуття з розіграшу Кубка Лібертадорес. 9 жовтня 2019 року Мохамед знову очолив мексиканський клуб «Монтеррей», але 25 листопада 2020 року він покинув мексиканський клуб.
13 січня 2022 року Антоніо Мохамед очолив бразильський клуб «Атлетіку Мінейру». На цій посаді він виграв з клубом Суперкубок Бразилії та Лігу Мінейро. Проте після невдалого виступу в чемпіонаті та Кубку Бразилії аргентинський тренер 22 липня 2022 року покинув бразильський клуб.
У середині 2023 року Антоніо Мохамед очолив мексиканський клуб «УНАМ Пумас».

## Титули і досягнення

### Як гравця
- Переможець другого дивізіону Аргентини (1):

«Уракан»: 1989—1990
- Переможець Копа Америка (1)

Аргентина: 1991

### Як тренера
- Володар Copa Sudamericana (1):

«Індепендьєнте» (Авельянеда): 2010
- Чемпіон Мексики (2):

«Тіхуана»: 2012 (Апертура)
«Америка» (Мехіко): 2014 (Апертура)
- Володар Кубку Мексики (1)

«Монтеррей»: 2017
- Переможець Ліги Мінейро (1):

«Атлетіку Мінейру»: 2022
- Володар Суперкубка Бразилії (1):

«Атлетіку Мінейру»: 2022